# Saraiu
Saraiu est une commune du județ de Constanța en Roumanie.